# Chér
Chér — третий студийный альбом американской певицы и актрисы Шер, выпущенный в октябре 1966 года на лейбле Imperial Records. Альбом состоит из кавер-версий и содержит одну песню, написанную Боно. Альбом был коммерчески успешен и достиг #59 в топе Billboard.

## Об альбоме
Альбом вновь записан по той же формуле, по которой записаны два предыдущих альбома Шер с множеством каверов и песен, написанных Сонни Боно для Шер. На пластинке присутствует большое французское влияние и направление фолка. Единственным хитом из альбома в Европе стала песня «Alfie» из одноименного фильма.
В декабре 2005 года этот альбом вместе с With Love, Chér был переиздан на CD.

## Синглы
Несмотря на невысокий спрос на музыкальном рынке, с альбома было выпущено 3 сингла. Первый - Alfie был записан для фильма 1966 года. Песня была выпущена в июле, почти за два месяца до американской премьеры фильма. Песня была спродюсирована Сонни Боно и несмотря на то, что она вышла после хита №2 в США «Bang Bang (My Baby Shot Me Down)», не поднялась выше 32-й строчки в чарте Billboard Hot 100. Несмотря на относительно небольшой успех версии 1966 года, Шер решила вновь записать песню в 2004 году для ремейка фильма Элфи. Новая версия Шер была принята со смехом, вследствие чего песня была исключена из саундтрека к фильму. После неудачной попытки Норы Джонс записать песню для фильма, продюсеры выбрали версию Джосс Стоун.
I Feel Something in The Air - второй сингл с альбома, песня написанная Сонни Боно. Сингл имел слабый успех, попав лишь в чарт Великобритании, на 43-е место. Возможно, причиной провала стала спорная тема песни - нежелательная беременность. Песня также была переименована для некоторых релизов как "Magic In The Air".
Заключительным синглом стала песня Sunny, кавер-версия хита Bobby Hebb. Песня достигла 32-й позиции в британском чарте и стала успешной в Европе, попав в топ-5 в чартах трех стран.
Для релиза рассматривалась также песня "Will You Love Me Tomorrow", но никогда официально не выпускалась.

## Список композиций
| №  | Название                                         | Автор(ы)                               | Длительность |
| -- | ------------------------------------------------ | -------------------------------------- | ------------ |
| 1. | «Sunny»                                          | Bobby Hebb                             | 3:06         |
| 2. | «Twelfth of Never»                               | Jerry Livingston, Paul Francis Webster | 2:14         |
| 3. | «You Don't Have to Say You Love Me»              | Pino Donaggio, Vito Pallavicini        | 2:45         |
| 4. | «I Feel Something in the Air (Magic in the Air)» | Sonny Bono                             | 3:38         |
| 5. | «Will You Love Me Tomorrow»                      | Gerry Goffin, Carole King              | 2:55         |
| 6. | «Until It's Time for You to Go»                  | Buffy Sainte-Marie                     | 2:45         |

| №  | Название         | Автор(ы)                      | Длительность |
| -- | ---------------- | ----------------------------- | ------------ |
| 1. | «Cruel War»      | Paul Stookey, Peter Yarrow    | 3:40         |
| 2. | «Catch the Wind» | Donovan                       | 2:13         |
| 3. | «The Pied Piper» | Steve Duboff, Artie Kornfield | 2:24         |
| 4. | «Homeward Bound» | Paul Simon                    | 2:24         |
| 5. | «I Want You»     | Bob Dylan                     | 2:53         |
| 6. | «Alfie»          | Burt Bacharach, Hal David     | 2:48         |

## Персонал
- Шер - вокал
- Сонни Боно - музыкальный продюсер
- Гарольд Баттист - аранжировщик, дирижёр
- Стэн Росс - звукооператор
- Вуди Вудвард - арт-директор

## Чарты
| Чарт (1966)                 | Высшая позиция |
| --------------------------- | -------------- |
| United States Billboard 200 | 59             |
| Swedish Albums Chart        | 44             |